# 藤代郵便局
藤代郵便局（ふじしろゆうびんきょく）は茨城県取手市にある郵便局。民営化前の分類では集配普通郵便局であった。

## 概要
住所：〒300-1599 茨城県取手市片町339-1
民営化直前の集配業務再編において、多くの集配普通郵便局は統括センターとなったが、当局は配達センターとされたため、民営化後も郵便事業株式会社の支店は併設されず、集配センターが併設された。

## 沿革
- 1891年（明治24年）4月1日 - 相馬郵便局（三等）として開設[1]。
- 1894年（明治27年）1月16日 - 貯金取扱を開始。
- 1896年（明治29年）5月1日 - 為替取扱を開始。
- 1931年（昭和6年）11月1日 - 藤代郵便局に改称[2]。
- 1960年（昭和35年）3月30日 - 山王郵便局[注釈 1]から電話交換事務の取扱を移管[3]。
- 1965年（昭和40年）2月16日 - 小文間郵便局から和文電報配達事務の一部[注釈 2]を移管。
- 1966年（昭和41年）8月23日 - 電話交換業務を龍ケ崎電報電話局に、また和文電報配達業務を同局および取手電報電話局に、それぞれ移管。
- 1976年（昭和51年）3月29日 - 山王郵便局[注釈 1]から集配業務の一部（同局の郵便区の内、北相馬郡藤代町域の集配業務[注釈 3]）を移管（これに伴い藤代郵便局の郵便番号が〒309-01から〒300-15に変更）。
- 1987年（昭和62年）12月 - 局舎新築。
- 2001年（平成13年）8月1日 - 特定郵便局から普通郵便局に局種別改定。
- 2007年（平成19年）10月1日 - 民営化に伴い、併設された郵便事業龍ケ崎支店藤代集配センターに一部業務を移管。
- 2012年（平成24年）10月1日 - 日本郵便株式会社発足に伴い、郵便事業龍ケ崎支店藤代集配センターを藤代郵便局に統合。

## 取扱内容
- 郵便、印紙、ゆうパック、内容証明
- 貯金、為替、振替、振込、国際送金、国債、投資信託
- 生命保険、バイク自賠責保険、自動車保険
- ゆうちょ銀行ATM
- 取手市内の一部地域の集配業務

## 周辺
- 取手市役所藤代庁舎
- 国道6号
- 小貝川

## アクセス
- JR常磐線 藤代駅（北口）から西へ約300m（徒歩約3分）
- 取手市コミュニティバス「ことバス」 藤代郵便局前停留所下車
- 首都圏中央連絡自動車道（圏央道） つくば牛久ICから南へ約14km
- 駐車場あり：13台